# Johann Matthäus Bechstein
Pour les articles homonymes, voir Bechstein (homonymie).
Johann Matthäus Bechstein est un zoologiste, naturaliste et un forestier allemand, né le 11 juillet 1757 à Waltershausen et mort le 23 février 1822 à Meiningen.

## Biographie
Johann Matthäus Bechstein est le fils de Johann Andreas Bechstein et de Catharina Elisabetha, née Keysser. Il fait ses études à Gotha et à l'université d'Iéna où il étudie la théologie et l'histoire naturelle.
À partir de 1785, il enseigne les mathématiques, la botanique, la zoologie, l'entomologie, et l'ornithologie. Ses parents souhaite qu'il fasse des études de théologie, mais il préfère opter pour l'histoire naturelle et se spécialise en sylviculture.
Il fait paraître entre 1789 et 1795 les quatre volumes de Gemeinutzige Naturgeschichte Deutschland nach allen drey Reichen, sur les mammifères et les oiseaux d'Allemagne. En 1795, il fait paraître un livre sur les oiseaux de volière, Naturgeschichte der Stubenvogel, traduit en français par Joseph Philippe de Clairville (1742-1830) sous le titre de Manuel de l'amateur des oiseaux de volière. En 1803, il fait paraître Ornithologisches Taschenbuch oder Beschreibung aller Vogel Deutschalnds (ou Manuel d'ornithologie ou description de tous les oiseaux d'Allemagne). Il fait paraître en 1798 un ouvrage sur les insectes nuisibles : Vollständige Naturgeschichte aller schädlichen Fortinsekten. Il fait paraître plusieurs ouvrages de botanique : Forstbotanik (1810), Die Forst-und Jagdiweenschatf nach allen ihren Teilen (1818-1827). On a de lui en français entre autres : l’Histoire naturelle de l'Allemagne (1801-1809) et une grande collection de Figures d'objets d'histoire naturelle.
Il crée en 1795, une école de sylviculture à Waltershausen. Il dirige de 1801 à 1822 l'école forestière de Dreißigacker.

## Liste partielle des publications
- Gemeinnützige Naturgeschichte Deutschlands nach allen drey Reichen. Leipzig 1789–09.
- Kurze aber gründliche Musterung aller bisher mit Recht oder Unrecht von dem Jäger als schädlich geachteten und getödteten Thiere, nebst Aufzählung einiger wirklich schädlichen, die er, seinem Berufe nach, nicht dafür erkennt, ... Ettinger, Gotha 1792–1805.
- Naturgeschichte der Stubenvögel. Ettinger, Gotha 1795.
- Naturgeschichte der Stubenthiere. Ettinger, Gotha 1797.
- Ornithologisches Taschenbuch von und für Deutschland oder Kurze Beschreibung aller Vögel Deutschlands für Liebhaber dieses Theils der Naturgeschichte. Richter, Leipzig 1802.
- Naturgeschichte der schädlichen Waldinsecten. Monath & Kußler, Nürnberg 1798–1800.
- Diana oder Gesellschaftsschrift zur Erweiterung und Berichtigung der Natur-, Forst- und Jagdkunde. Waltershausen 1797–1816.
- Die Forst- und Jagdwissenschaft nach allen ihren Theilen für angehende und ausübende Forstmänner und Jäger. Gotha, Erfurt 1818–35 p.m.